# Haohmaru
Haohmaru (覇王丸, Haōmaru)es el personaje protagonista de la serie de videojuegos Samurai Shodown y es uno de los personajes más conocidos de la misma, el cual se introduce en Samurai Shodown y sigue apareciendo en todos los títulos de la serie. Su origen se basó originalmente en torno al espadachin Miyamoto Musashi, un duelista que afirmó que nunca perdió un combate. Es visualmente el modelo de Hyakkimaru de la manga Dororo. A pesar de que es un espadachín sin lealtad a nadie, Haohmaru tiene un "espíritu samurai" que a menudo se destacó en la serie. También es a menudo acreditado para derrotar a la mayoría de los villanos del juego. El diseño del vestuario del personaje está inspirado en un clan de guerreros japoneses del final de la era los shogunatos, estos guerreros se hacían llamar Shinsengumi y eran altamente visibles en batalla debido a sus distintivos uniformes. El uniforme estándar consistió en el haori y el hakama sobre un kimono.

## Historia del Personaje
Nacido en la torre del castillo de Musashi-koku. Haohmaru fue educado y adiestrado en el templo del maestro Nicotine Caffeine, junto con su eterno rival, y huérfano como él, Genjuro Kibagami. A la edad de quince años, Haohmaru retó al famoso guerrero Jubei Yagyu, pero perdió por falta de experiencia. Fue ahí cuando Jubei lo envió con Nicotine para que sea entrenado. Un día, el maestro les hizo combatir para ver cual de los dos era digno de recibir una voluntad que aumenta las habilidades del guerrero. Genjuro ganó, pero casi mata a Hahomaru, y por esta razón el poder lo obtuvo Hahomaru. A continuación, Genjuro fue expulsado del templo y juró odio eterno a Haohmaru por tal deshonra. Haohmaru comenzó entonces su peregrinación por Japón para conseguir más experiencia como samurai, viajando de pueblo en pueblo, de ciudad en ciudad, retando a los estudiantes y maestros de los dojos.
En cierta ocasión, Haohmaru llegó a un pueblo, cuyos habitantes habían sido asesinados. No quedaba nadie con vida salvo un bebé al que crio y entrenó, dándole el nombre de Shizumaru. Después de varios años, supo de un torneo que se estaba preparando, al que acudirían los mejores guerreros de todo Japón, por lo que no pudo faltar, era organizado por Shiro Tokisada Amakusa.
El personaje de Haohmaru apenas ha cambiado su aspecto desde sus inicios, salvo por la saga Warriors Rage, en la que aparece como un anciano samurai. Haohmaru se muestra como una persona agradable y simpática, pero durante un combate puede ser el más brutal. Llama a su katana "Fugu Blade" o "Fugudoku". Su peor enemigo no ha sido Genjuro, sino un demonio llamado Rasetsumaru, el cual tiene un aspecto similar al de Haohmaru, por lo que se ha obsesionado con él, y constantemente le busca para matarlo.

## Movimientos Especiales
- Cyclone Slash (Senpuretsuzan) - Haohmaru propulsa un proyectil en forma de huracán que hace volar al oponente en el aire, como un tornado, antes de dejarlo caer de cabeza al suelo.
- Secret Cyclone Slash
- Crescent Moon Slash (Kogetsuzan) - Haohmaru mueve la espada en dirección hacia arriba con un salto, para contrarrestar ataques aéreos.
- Renting Tremor Slash
- Earthquake Slice
- Sword Slash Attack
- Rice Wine Whack - Haohmaru golpea al oponente con su botella de sake. También puede contrarrestar ciertos proyectiles.

## Apariciones
- Samurai Shodown - 1993
- Samurai Shodown II - 1994
- Samurai Shodown III - 1995
- Samurai Shodown IV - 1996
- Samurai Shodown RPG - 1997
- Samurai Shodown 64 - 1997
- Samurai Shodown : Warriors Rage - 1998
- Capcom VS SNK 2 - 2001
- Samurai Shodown V - 2003
- Samurai Shodown V Special - 2004
- NeoGeo : Battle Colliseum - 2005
- Samurai Shodown VI - 2006
- Samurai Shodown: Edge of Destiny - 2008
- SoulCalibur VI (DLC) - 2018
- Samurai Shodown - 2019
- The King of Fighters XV (DLC) - 2022

## Curiosidades
- El personaje de Haohmaru está inspirado en el ronin del siglo XVI Miyamoto Musashi, autor del "Libro de los Cinco Anillos". Ambos eran huérfanos, fueron educados en un templo o un monasterio, tenían un aspecto desaliñado, y poseían una habilidad con la espada incomparable. La rivalidad entre Haohmaru y Genjuro está basada en el combate entre Musashi y Arima Kihei.

- El aspecto de Haohmaru es tan característico que, junto con Terry Bogard o Kyō Kusanagi, se ha convertido en uno de los personajes más populares de SNK.

- Haohmaru es el personaje que suele aparecer en el modo entrenamiento del juego y el que tiene más rivales directos, en Samurai Shodown su personaje rival inicial es Ukyo Tachibana quien está basado en el mejor rival de Musashi, Sasaki Kojiro.